# Les Isles-Bardel
Les Isles-Bardel è un comune francese di 65 abitanti situato nel dipartimento del Calvados nella regione della Normandia.

## Società

### Evoluzione demografica
Abitanti censiti